# ابنة جايروس

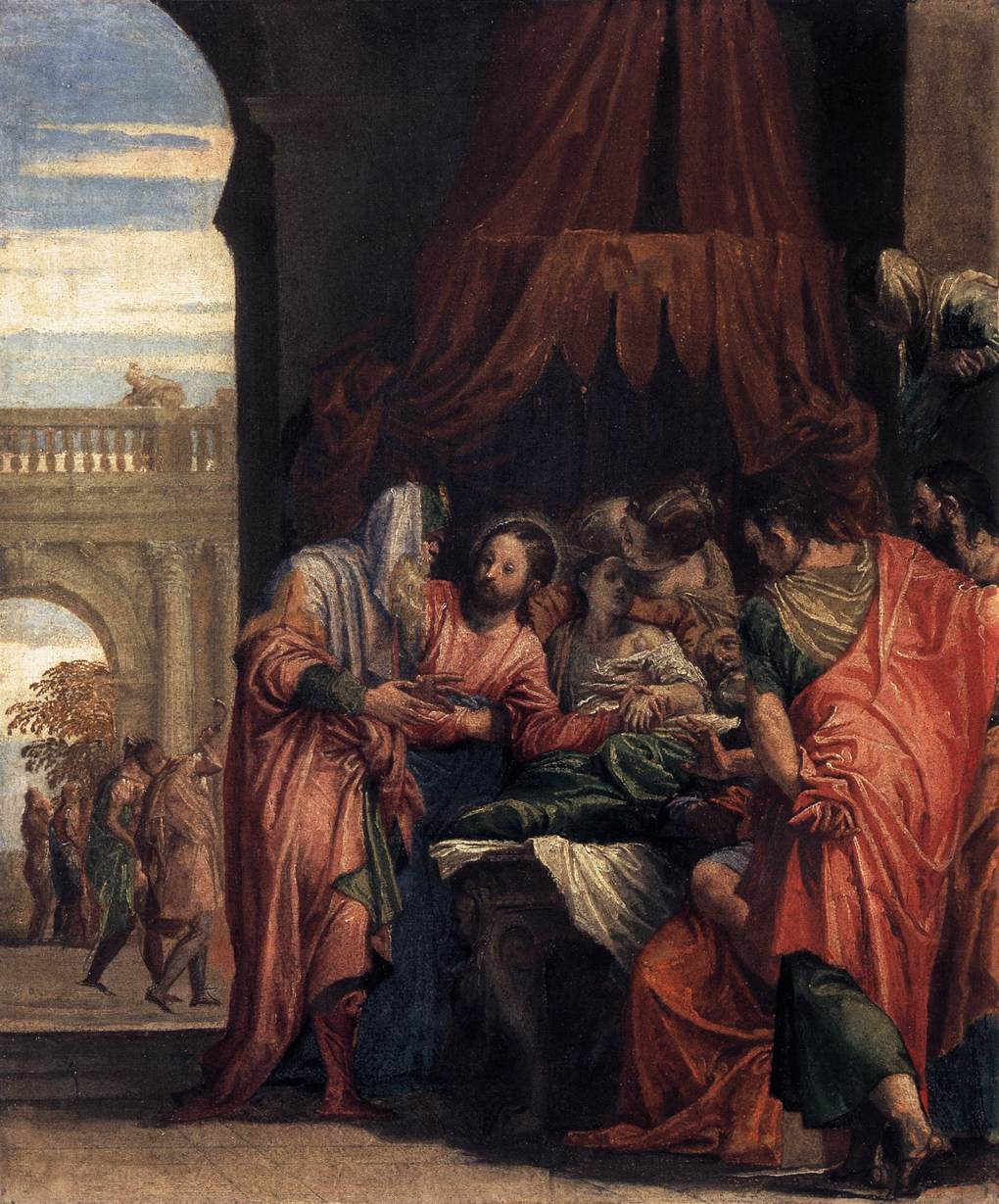
اقامة ابنة جايروس بريشة باولو فيرونسي, 1546

ابنة جايروس هي ابنة رئيس المجمع على الأرجح في كفرناحوم في الجليل. وقد جاء إلى يسوع وطلب إليه أن يأتي ويشفي ابنته، التي كانت مشرفة على الموت، فبلغه وهو في الطريق خبر موت ابنته. ولكنه لم يفقد إيمانه بقدرة يسوع. فطيب يسوع قلبه قائلاً له: «لا تخف». وطلب منه أن يؤمن به.
وعندما دخل بيته وبرفقته بطرس ويعقوب ويوحنا. وجد الأهل والأقرباء يبكون ويولولون، فوبخهم وقال: «إن الصبية لم تمت، لكنها نائمة». ثم أمسك بيدها وقال لها بالآرامية: «طاليثا قومي» أي: «يا صبية قومي».
فقامت في الحال. وأوصى والديها ألا يقولا لأحد عما كان. غير أن خبر المعجزة ذاع في كل مكان، ولم يكن من الممكن إخفاؤه.

## معنى الاسم
يايرس الصيغة اليونانية للكلمة «يئير» العبرية، ومعناها «ينير».